# 말레이시아 프리미어리그
말레이시아 프리미어리그는 말레이시아의 축구 2부 리그로 2004년에 만들어졌다.

## 2024 시즌 클럽
- 조호르 다룰 탁짐 II
- 마르스다 유나이티드 FC
- 사라와크 FA
- 사바 FA
- 트렝가누 II
- 피낭 FA
- FELCRA FC
- FELDA 유나이티드
- MISC-MIFA]
- PDRM FA
- UiTM
- UKM FC

## 역대 우승 팀
| - 2004 : MPPJ FC - 2005 : 슬랑고르 FA - 2005-06 : 크다 FA - 2006-07 : PDRM FA - 2007-08 : 쿠알라 무다 나자 FC - 2009 : 하리마우 무다 A - 2010 : FELDA 유나이티드 FC - 2011 : PKNS FC - 2012 : ATM FA - 2013 : 사라와크 FA - 2014 : PDRM FA - 2015 : 크다 FA - 2016 : 믈라카 유나이티드 FC - 2017 : 쿠알라룸푸르 FA |